# Londoner Konferenz (1926)
Die Londoner Konferenz von 1926 (auch als Reichskonferenz von 1926 bezeichnet) über das Britische Empire trug zur Definition der Grundlagen des Commonwealth bei; das Schlussdokument der Konferenz, die zweite Balfour-Deklaration, stellte die Gleichrangigkeit der Dominions zum Vereinigten Königreich fest:

“They are autonomous Communities within the British Empire, equal in status, in no way subordinate one to another in any aspect of their domestic or external affairs, though united by a common allegiance to the Crown, and freely associated as members of the British Commonwealth of Nations.”

Vorangegangen waren nach dem Ende des Ersten Weltkrieges die Imperial conferences von 1921 und 1923. Die Konferenz fand vom 19. Oktober bis zum 23. November 1926 unmittelbar nach Ende der Generalversammlung des Völkerbundes 1926 statt. Anwesend waren Vertreter Großbritanniens und der Dominions Kanada, Australien, Neuseeland, Südafrikanische Union, Irischer Freistaat und Neufundland sowie Indiens.
Fragen, die die Beziehungen innerhalb des Empires betrafen, wurden im Inter-Imperial Relations Committee behandelt, das vom 27. Oktober bis zum 19. November 1926 fünfzehnmal tagte, geleitet vom ehemaligen Premier- und Außenminister des Vereinigten Königreiches und amtierender Lord President of the Council Arthur Balfour. Weitere Mitglieder des Balfour-Ausschusses waren der britische Außenminister Austen Chamberlain, der britische Kolonialminister Leopold Stennett Amery, die Premierminister Kanadas William Lyon Mackenzie King, Australiens Stanley Bruce, Neuseelands Gordon Coates, der Südafrikanischen Union James Barry Munnick Hertzog und Neufundlands Walter Stanley Monroe, der Vizepräsident des Regierungsrates des Irischen Freistaates Kevin O’Higgins und der Staatssekretär für Indien Lord Birkenhead, sowie weitere Minister und Abgeordnete.
Der Abschlussbericht der Vorverhandlungen, der Balfour-Bericht, der die Idee einer kodifizierten Verfassung für das Empire der britischen Tradition folgend verwarf, wurde am 19. November von der Konferenz angenommen und am 20. November veröffentlicht.
Es kam nach den Konferenzen der 1920er Jahre zwar nicht zu regelrechten Verfassungsvereinbarungen, aber die einzelnen Dominions eigneten sich eigene Bündnisrechte an und begannen diplomatische Beziehungen zu anderen Staaten aufzubauen. Außerdem wurde darauf verzichtet, die Kompatibilität der Gesetze mit denen Großbritanniens zu überprüfen.
Auch der gerichtliche Instanzenzug von den Dominions zu den höchsten Gerichten nach London wurde aufgegeben. In diesem Zusammenhang setzte sich anstatt des Begriffs „Empire“ der Begriff „Commonwealth“ durch. Das Statut von Westminster (1931) kodifizierte diese Entwicklung.